# May Tieu
May Tieu (n. 18 mai 2001) este o scrimeră ce a reprezentat Statele Unite ale Americii. A participat la competiții asociate Jocurilor Olimpice în care a câștigat o medalie de bronz.

## Participări
Lista de mai jos prezintă principalele competiții la care a participat May Tieu de-a lungul carierei.
- fencing at the 2018 Summer Youth Olympics – girls' foil[*]